# John F. Bolt
John Franklin Bolt (ur. 19 maja 1921, zm. 8 września 2004) − pilot i as myśliwski USMC, który służył w czasie II wojny światowej i wojny koreańskiej. Walcząc w obu tych konfliktach dosłużył się stopnia podpułkownika. Był jedynym asem korpusu Marines latającym na samolotach odrzutowych.
Bolt, który przyszedł na świat w ubogiej rodzinie, mawiał sam o sobie, że jest „pracoholikiem”. Rzuciwszy z przyczyn finansowych studia na Florida State University w roku 1941, wstąpił do Korpusu Marines tuż przed przystąpieniem Stanów Zjednoczonych do wojny. Skierowany na pacyficzny teatr działań był pilotem F4U Corsair podczas walk o Wyspy Marshalla i na Nowej Gwinei, kiedy to zestrzelił sześć japońskich A6M Zero.
Bolt służył także w czasie wojny koreańskiej. W ciągu kilku tygodni w połowie 1953 roku, dowodząc formacją odrzutowych myśliwców F-86 Sabre walczących z chińskimi MiG-ami, odniósł kolejnych sześć zwycięstw.

## Młodość
John Bolt urodził się 19 maja 1921 roku w Laurens w Karolinie Południowej. Był synem Thomasa Bolta i Brucie Bolt (z domu Bagwell). Miał młodszego brata, Bruce’a. W roku 1924 rodzina przeprowadziła się do Sanford na Florydzie. Koledzy nazywali Johna „Jackiem”. Rodzina nie była zasobna, więc od dziesiątego roku życia musiał sam dbać o siebie. Pracował najczęściej dorywczo, ale zdarzyło mu się również pracować (obok zajęć szkolnych) 30–40 godzin tygodniowo w miejscowej mleczarni. Zapisał się także do drużyny skautowej.
W czerwcu 1939 roku Bolt podjął naukę na Stanowym Uniwersytecie Florydzkim opłacając naukę pieniędzmi zarobionymi w latach uprzednich. W roku 1941, gdy brat również zapisał się na studia, co nadwyrężyło rodzinny budżet, John porzucił studia po drugim roku, żeby Bruce mógł zdobyć wykształcenie. W kwietniu 1941 roku wstąpił do Rezerwy Korpusu Marines, by szkolić się na pilota. Ostatecznie postanowił odłożyć szkolenie na później, bowiem Korpus zaoferował mu ukończenie studiów, płacąc 500 USD rocznie.

## II wojna światowa

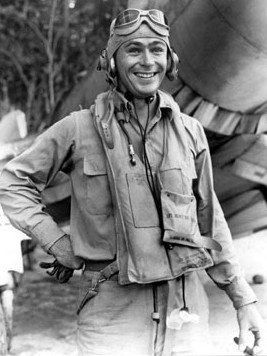
Bolt na Południowym Pacyfiku w roku 1943

W czerwcu 1941 roku Bolt został wezwany do odbycia szkolenia unitarnego. Chciał wprawdzie wstąpić do Korpusu Marines, jednak zapisał się do szkoły pilotażu US Navy, co miało mu umożliwić latanie dla Marines. Po ukończeniu szkolenia w listopadzie został kandydatem na pilota i tuż przed japońskim atakiem na Pearl Harbor otrzymał przydział do czynnej służby. W lutym 1942 roku skierowano go do bazy lotnictwa marynarki w Atlancie w Georgii. Po ukończeniu całego ciągu szkoleń na samolotach treningowych AT-6 Texan, N3N Canary i dwupłatowym Grumman F3F, w tych czasach najlepszym samolocie szkolnym US Navy, Bolt ukończył szkolenie 18 lipca 1942, uzyskując stopień podporucznika Korpusu Marines oraz odznakę pilota marynarki.
W tym też czasie Bolt zaczął spotykać się z Dorothy Wiggins, którą poznał w Sanford. W dwa lata później wziął z nią ślub, a efektem tego związku było dwoje dzieci: Robert i Barbara.
Po wejściu do służby Bolt został skierowany do bazy lotnictwa marynarki pod Jacksonville, gdzie do grudnia 1942 był instruktorem pilotażu nowych kadetów. Następnie − do maja 1943 − przechodził przeszkolenie na operujących z pokładów lotniskowców samolotach F4F Wildcat, przygotowując się do przeniesienia do dywizjonu bojowego w strefie frontowej. Przez kilka następnych miesięcy stacjonował w lądowej bazie marynarki w Glencoe na północ od Chicago, gdzie musiał wylatać 60 godzin startując i lądując na pokładzie bocznokołowego lotniskowca USS „Wolverine”.
Po ukończeniu tego ostatniego kursu i uzyskaniu kwalifikacji pilota morskiego został przeniesiony do Bazy Lotnictwa Marynarki Miramar w San Diego w Kalifornii, gdzie stacjonował do czerwca 1943 roku, kiedy to − wraz z pozostałymi uczestnikami szkolenia − został wysłany (na pokładzie szybkiego transportowca floty USS „Rochambeau” (AP-63)) na pacyficzny teatr działań.

### Dywizjon VMF-214
W drodze na wojnę Bolt zwiedził kilka wysp Oceanu Spokojnego, bowiem USS „Rochambeau” zatrzymywał się na Nowej Kaledonii i na Nowych Hybrydach, by uniknąć spotkania z japońskimi okrętami podwodnymi. Po przybyciu na Espiritu Santo Bolt dołączył do grupy młodych oficerów, którzy mieli uzupełnić straty pilotów w kilku dywizjonach myśliwskich. Straty były jednak w tym czasie mniejsze niż się spodziewano, dowództwo postanowiło więc utworzyć − w oparciu o tę grupę pilotów − nowy dywizjon. Formacja otrzymała oznaczenie VMF-214, ale lotnicy nazywali ją − i pod tą nazwą stała się sławna − „Dywizjonem Czarnej Owcy” (ang. Black Sheep Squadron). Dowodzony przez majora Gregory’ego „Pappy’ego” Boyingtona dywizjon został wyposażony w samoloty F4U Corsair. Przeniesiony po kilku miesiącach na Wyspy Russella był gotów do walki 13 września. Bolt, który wykorzystywał każdą okazję by latać, do września spędził w powietrzu ponad 700 godzin; więcej niż większość pilotów myśliwskich podczas dwóch tur operacyjnych.
14 września dywizjon zaczął latać w osłonie Liberatorów. Japończycy mieli w tym czasie 200 samolotów na lotnisku Kahili na Bougainville’i i na wyspie Balalae, podczas gdy amerykańskie dywizjony w tym rejonie dysponowały tylko 50 maszynami. Pierwsze dwa loty bojowe dywizjonu upłynęły raczej spokojnie, ale 16 września VMF-214 został zaatakowany przez formację 35 A6M Zero. Dywizjon odparł atak, strącając 11 japońskich samolotów przy stracie tylko jednego własnego. Wkrótce doszło do następnych krwawych starć. Boltowi nie udało się odnieść w tym czasie żadnego zwycięstwa, ale otrzymał awans na porucznika.

### Wyspy Marshalla
Swoje pierwsze zwycięstwo w walce powietrznej Bolt odniósł 23 września, kiedy eskortował − wraz z piętnastoma kolegami z dywizjonu − Liberatory wracające z nalotu na Kahili. Bombowce były ścigane przez 20–30 Zero i wkrótce doszło do walki powietrznej. W czasie boju nad Wyspą Bougainville’a Bolt strącił dwa nieprzyjacielskie samoloty. Jego skrzydłowy, Ed Harper, również zgłosił zestrzelenie. Przez kilka następnych tygodni dywizjon operował z Mundy.
Nazywający sam siebie „pracoholikiem” Bolt był uważany przez kolegów za najenergiczniejszego żołnierza dywizjonu. Z zacięciem zbierał i wysyłał do domu pamiątki z życia na wyspach; jego i dwóch innych pilotów nazywano „dziećmi kwatermistrza”, właśnie z powodu tego namiętnego kolekcjonowania upominków. Często można go było spotkać nad zatoką w pobliżu lotniska zajętego głuszeniem ryb za pomocą dynamitu. Znany był także z częstego organizowania pieczenia prosiąt i zakrapianych piwem wieczorów.
Bolt zaangażował się też w testowanie (w wolnym od misji bojowych czasie) różnych zestawów 12,7 mm amunicji do karabinów maszynowych używanych na F4U. Jego próby dowiodły, że najskuteczniejsze jest używanie sześciu pocisków zapalających na każdy pocisk przeciwpancerny lub smugowy, zamiast jeden na jeden.
Stał się sławny, gdy sprzeciwił się dowódcy podczas misji eskortowej bombowców B-24. Bombowce zniknęły w chmurach, a pogoda pogorszyła się do tego stopnia, że myśliwcom nakazano powrót do bazy. W drodze powrotnej piloci amerykańscy zaobserwowali wiele jednostek nawodnych nieprzyjaciela, ale ze względu na pogodę nie atakowali. W drodze powrotnej do Mundy jeden z pilotów zameldował problemy techniczne, w związku z czym cała formacja lądowała na wyspie Vella Lavella. Tam Bolt próbował namówić kolegów do wspólnego zaatakowania widzianych przez nich statków, ale ci odmówili. Bolt zatankował paliwo i − wbrew rozkazom Boyingtona − wystartował do lotu, w czasie którego zniszczył cztery barki nieprzyjaciela i ostrzelał koncentrację jego wojsk lądowych w okolicach zatoki Tonolei. Odmowa wykonania rozkazu rozwścieczyła Boyingtona, ale złość minęła mu następnego dnia, po otrzymaniu telegramu od admirała Williama 'Bulla' Halseya: „Ta prywatna wojna por. Bolta z siłami Japów w Tonolei ucieszyła moje serce. stop. Halsey”.
17 października, podczas kolejnej misji nad lotniskiem Kahili, dywizjon Bolta został zaatakowany przez japońskie myśliwce. Bolt strącił jeden samolot w swym ostatnim locie bojowym przed zakończeniem pierwszej tury operacyjnej i udaniem się na odpoczynek w Sydney w Australii.

### Vella Lavella
Po powrocie z wakacji Bolt otrzymał awans na kapitana, a dywizjon został przebazowany na wyspę Vella Lavella, położoną zaledwie 240 km od Rabaulu, wielkiej bazy japońskiej na Nowej Brytanii, nowego celu dywizjonu. Broniona przez 98 000 japońskich żołnierzy baza w Rabaulu miała ogromne strategiczne znaczenie ze względu na obszerne kotwicowisko i kilka lotnisk. Rabaul znajduje się niedaleko od archipelagu Wysp Marshalla, bronionego w tym czasie przez 400 japońskich samolotów.
23 grudnia 16 Corsairów z dywizjonu VMF-214 weszło w skład formacji 120 amerykańskich myśliwców i bombowców, które dokonały nalotu na Rabaul. Miasta i zatoki broniły liczne samoloty japońskie. Bolt zestrzelił dwa z nich, co uczyniło zeń szóstego asa myśliwskiego dywizjonu. Dwa dni później brał udział w kolejnym nalocie, po którym koledzy zgłosili cztery zwycięstwa, co dało VMF-214 łączną liczbę 76 zestrzeleń.
3 stycznia 1944 roku VMF-214 wchodził w skład zespołu 75 amerykańskich samolotów, które zostały zaatakowane przez 300 samolotów japońskich. Boyington został zestrzelony i ratował się skacząc na spadochronie nad Kanałem Świętego Jerzego. Następnego dnia Bolt dowodził formacją czterech Corsairów z VMF-214, które poszukiwały Boyingtona. Dowódcy wprawdzie nie odnaleziono, ale piloci dostrzegli i zaatakowali flotyllę japońskich barek, zatapiając sześć z nich. Bolt przy okazji osiągnął swoje szóste zwycięstwo, zestrzeliwując samolot japoński próbujący bronić barek.
Dywizjon VMF-214 został rozwiązany 8 stycznia 1944 roku, pięć dni po zestrzeleniu Boyingtona, który został wzięty przez Japończyków do niewoli. Piloci zostali wcieleni do innych dywizjonów. Bolt, podczas służby w VMF-214, zdobył opinię doświadczonego pilota. Został dwukrotnie odznaczony Distinguished Flying Cross za sześć potwierdzonych zwycięstw, jedno prawdopodobne i dwa uszkodzenia samolotów wroga w czasie 92 lotów bojowych.

### Koniec działań
Bolt otrzymał przydział do dywizjonu VMF-211 stacjonującego na wyspie Nissan w archipelagu Green Islands, 120 km na północ od Bougainville i 160 km na zachód od Rabaulu. Podstawowym zadaniem samolotów dywizjonu było atakowanie nieprzyjacielskich statków i konwojów. Ta misja, o kryptonimie „Truck Busters”, zakończyła się sukcesem, ale wielu pilotów zostało rannych, w tym także skrzydłowy Bolta. Tura zakończyła się w maju 1944 roku, kiedy to Bolt i reszta dywizjonu zostali odwołani do bazy lotniczej Korpusu Marines Santa Barbara.
Następnie Bolt został przeniesiony do bazy w Long Beach, a 23 maja 1944 roku wziął ślub z Dorothy Wiggins w San Francisco. Jego następnym przydziałem był nowo powstały dywizjon VMF-471 w bazie El Torow niedaleko Irvine. Do końca wojny nie brał już udziału w walkach, ale pobił rekord długości lotu, utrzymując się w powietrzu na swym Corsairze przez 14 godzin i 9 sekund. W marcu 1945 roku trafił do dywizjonu VMF-215, gdzie do końca wojny z Japonią szkolił nowych pilotów.

## Wojna w Korei i lata powojenne
W maju 1950 roku Bolt został przeniesiony do dywizjonu VMF-224 stacjonującego w bazie Cherry Point w Karolinie Północnej i przebywał tam przez rok. Dywizjon latał na samolotach F2H Banshee, a Bolt − jak uprzednio − w ciągu trzech miesięcy wylatał więcej godzin niż jakikolwiek inny pilot tej formacji. W tym czasie United States Air Force przezbrajała swe pierwsze dywizjony w myśliwce F-86 Sabre. Samoloty Sabre były jedynymi amerykańskimi myśliwcami zdolnymi przeciwstawić się MiGom-15, którymi dysponowały Chiny i Korea Północna podczas wojny koreańskiej. We wrześniu 1951 roku Boltowi udało się dostać do programu wymiany pilotów z USAF i w ten sposób zaczął latać w 318 dywizjonie myśliwców przechwytujących w McChord Air Force Base w stanie Waszyngton na samolotach F-94 Starfire. Wkrótce przesiadł się na F-86F Sabre, w jakie właśnie wyposażono dywizjon i strącił 6 nieprzyjacielskich myśliwców. W trakcie szkolenia − w grudniu − otrzymał awans na majora.
W listopadzie 1952 roku Bolt został przeniesiony do dywizjonu VMF-115 wchodzącego w skład 1 Skrzydła USMC w Korei, gdzie zaczął latać na myśliwcach bombardujących F9F Panther. Z tym dywizjonem odbył 94 loty bojowe, wszystkie będące atakami na cele naziemne.
W Korpusie Marines służył do roku 1962 jako analityk i instruktor, a po przejściu na emeryturę obronił pracę doktorską na Wydziale Prawa Uniwersytetu Florydzkiego. Osiadł w mieście Tampa, gdzie do roku 1991 zajmował się sprzedażą nieruchomości. Zmarł na białaczkę w 2004 roku.